# Alba Fossae
Alba Fossae és una estructura geològica del tipus fossa a la superfície de Mart, situada amb el sistema de coordenades planetocèntriques a 66.91 ° de latitud N i 264.08 ° de longitud E. Fa 2.072,02 km de diàmetre. El nom va ser fet oficial per la UAI l'any 1973 i el pren d'una característica d'albedo.